# اختبار تحفيز الهرمون الموجه لقشر الكظر
اختبار تحفيز الهرمون الموجه لقشر الكظر (ويدعى أيضًا كوسنتروبين أو تتراكوساكتيد أو اختبار سيناكتين) هو اختبار طبي يطلبه عادةً اختصاصيو غدد الصم لتقييم وظيفة استجابة إجهاد الغدد الكظرية من خلال قياس الاستجابة الكظرية للهرمون الموجه لقشر الكظر (ACTH أو كورتيكوتروبين) أو لعامل موجه قشري آخر مثل تتراكوساكتيد (كوسنتروبين أو تتراكوساكترين أو سيناكتين) أو الساكتيد (سينكرودين). يفرز الهرمون الموجه لقشر الكظر من الغدة النخامية الأمامية التي تحفز الغدة الكظرية على إفراز الكورتيزول وديهيدروإيبي أندروستيرون (DHEA) وسلفات ديهيدروإيبي أندروستيرون (DHEA-S) وألدوستيرون.
تُحقن كمية قليلة من الهرمون الموجه لقشر الكظر عند إجراء الاختبار، وتُقاس كمية الكورتيزول (وفي بعض الأحيان الألدوستيرون) التي تنتجها الغدد الكظرية استجابة للهرمون الموجه لقشر الكظر. قد يسبب الاختبار تأثيرات جانبية خفيفة عند بعض الأفراد.
استُخدم الاختبار لتشخيص أو استبعاد قصور الكظر الأولي والثانوي وداء أديسون والحالات الأخرى المتعلقة به. بالإضافة إلى تقييم قصور الكظر، يمكن للاختبار أن يحدد فيما إذا كان السبب كظريًا (انخفاض في إنتاج الكورتيزول والألدلوستيرون) أم نخاميًا (انخفاض في إنتاج الهرمون الموجه لقشر الكظر). يُعتبر اختبار تحمل الإنسولين المعايرة الذهبية المعيارية لقصور الكظر، ولكن نظرًا إلى متطلبات الاختبار المرهقة من المدة الطويلة (ساعتين) ومخاطر النوبات أو احتشاء العضلة القلبية، فإن اختبار تحفيز الهرمون الموجه لقشر الكظر يُعتبر البديل الأكثر شيوعًا وأمانًا وسهولة في الإجراء، على الرغم من كونه أقل دقة. يُعد الاختبار شديد الحساسية (97% من النتائج بجودة 95%) في تشخيص قصور الكظر الأولي، إلا انه أقل حساسية بالنسبة إلى قصور الكظر الثانوي (57-61% من النتائج بجودة 95%)، في حين يستبعد بعض المحللين قصور الكظر الثانوي بالاستناد إلى الاختبار، قد يستدعي الأمر إجراء تحاليل إضافية في حال ارتفع احتمال الإصابة بقصور الكظر الثانوي على وجه الخصوص.
قد تكون حالة قصور الكظر مهددة للحياة. يجب البدء بالعلاج بمجرد تأكيد التشخيص، أو قبل ذلك إن ظهرت عند المريض أزمة كظرية واضحة.

## منظورات مستقبلية
أظهرت بيانات حديثة أن نتائج اختبار تحفيز الهرمون الموجه لقشر الكظر أو السيناكتين، قد تكون مفيدة في توقع شفاء مستقبليّ للمحور الوطائي- النخامي- الكظري عند المرضى الذين يعانون من قصور الكظر لأسباب عكوسة.

## الهرمونات والنواقل الكيميائية الأخرى التي قد ترتفع عند إجراء اختبار تحفيز الهرمون الموجه لقشر الكظر
- بروجستيرون: سلف الكورتيزول والألدوستيرون[10]
- الهرمون المنشط للجسم الأصفر: وهو هرمون مفرز من الغدة النخامية يحفّز إنتاج الهرمونات الجنسية.[10]
- 21-هيدروكسيلاز[11]
- ديهيدروإيبي أندروستيرون وسلفات ديهيدروإيبي أندروستيرون: وهي هرمونات قشرية تنتج في الغدد الكظرية

## الطب البيطري
ويستخدم هذا الاختبار أيضًا في تشخيص قصور القشرة الكظرية عند الكلاب وفي بعض الأحيان القطط.